# 赫列夫諾耶區

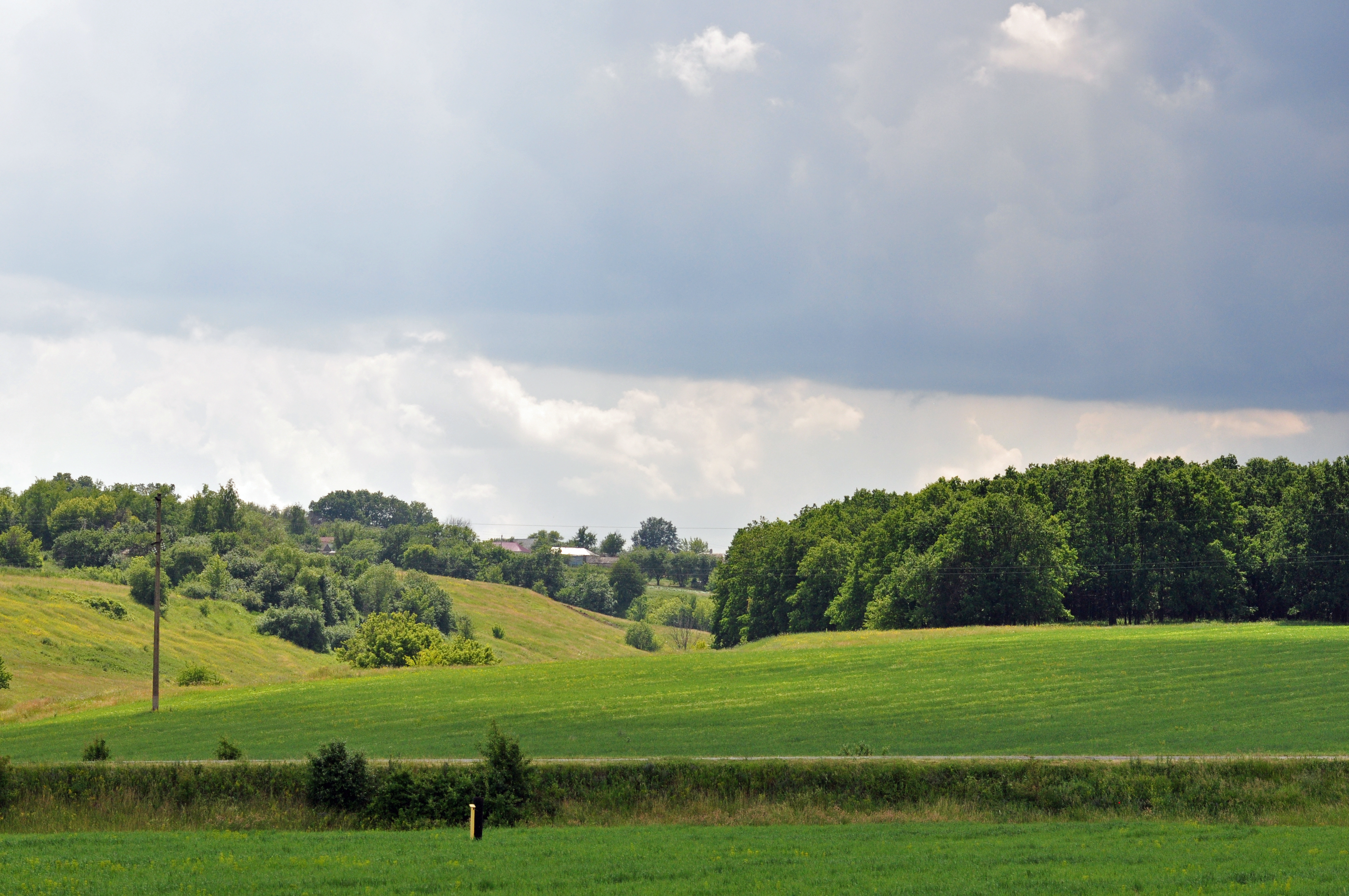

52°12′04″N 39°05′31″E / 52.20111°N 39.09194°E
赫列夫諾耶區（俄语：Хлевенский район），是俄羅斯的一個區，位於該國西部，由利佩茨克州負責管轄，面積910平方公里，2010年該區人口20,208，人口密度每平方公里22.21人。